# Musée paléontologique de Zurich
Le musée paléontologique de Zurich est la partie publique de l'Institut de paléontologie de l'Université de Zurich. Le musée ouvre en 1991, bien que certaines collections bénéficient d'expositions temporaires depuis 1965. Les fossiles du musée remontent jusqu'au XVIIe siècle. Ce musée partage son espace d'exposition avec celui d'histoire naturelle.

## Fonds
Le musée possède une des plus grandes collections au monde de poissons marins et de dinosaures datant du Trias moyen (entre 247 et 242 millions d'années). Au centre de l'exposition se trouvent des fossiles du site fossilifère du Monte San Giorgio, aujourd'hui classé au patrimoine mondial de l'UNESCO.
Le musée paléontologique, tout comme les musées d'histoire naturelle et d'anthropologie de l'Université de Zurich, sont inscrits comme biens culturels d'importance nationale.

## Galerie

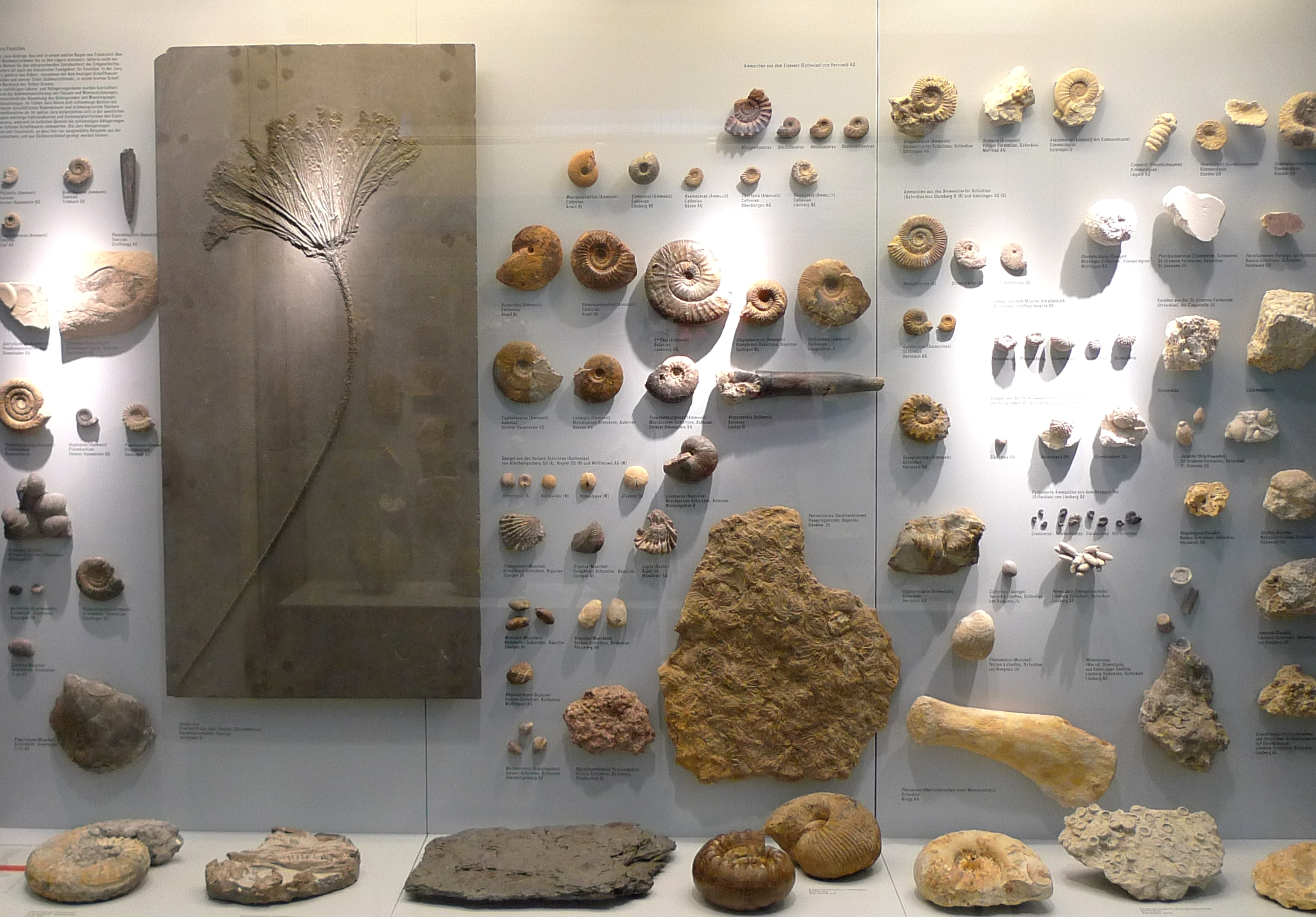
Vitrine d'invertébrés
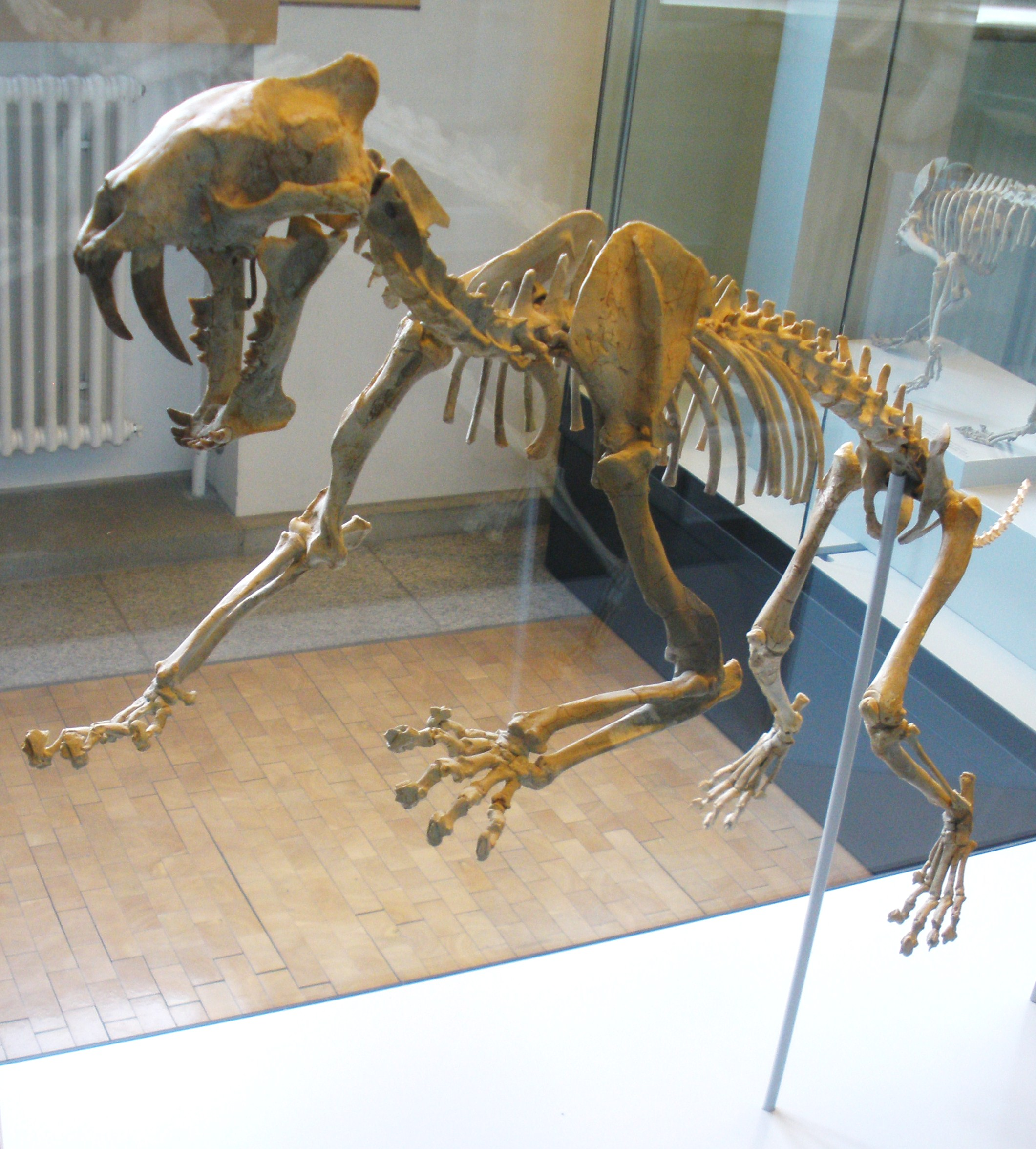
Hoplophoneus primaevus
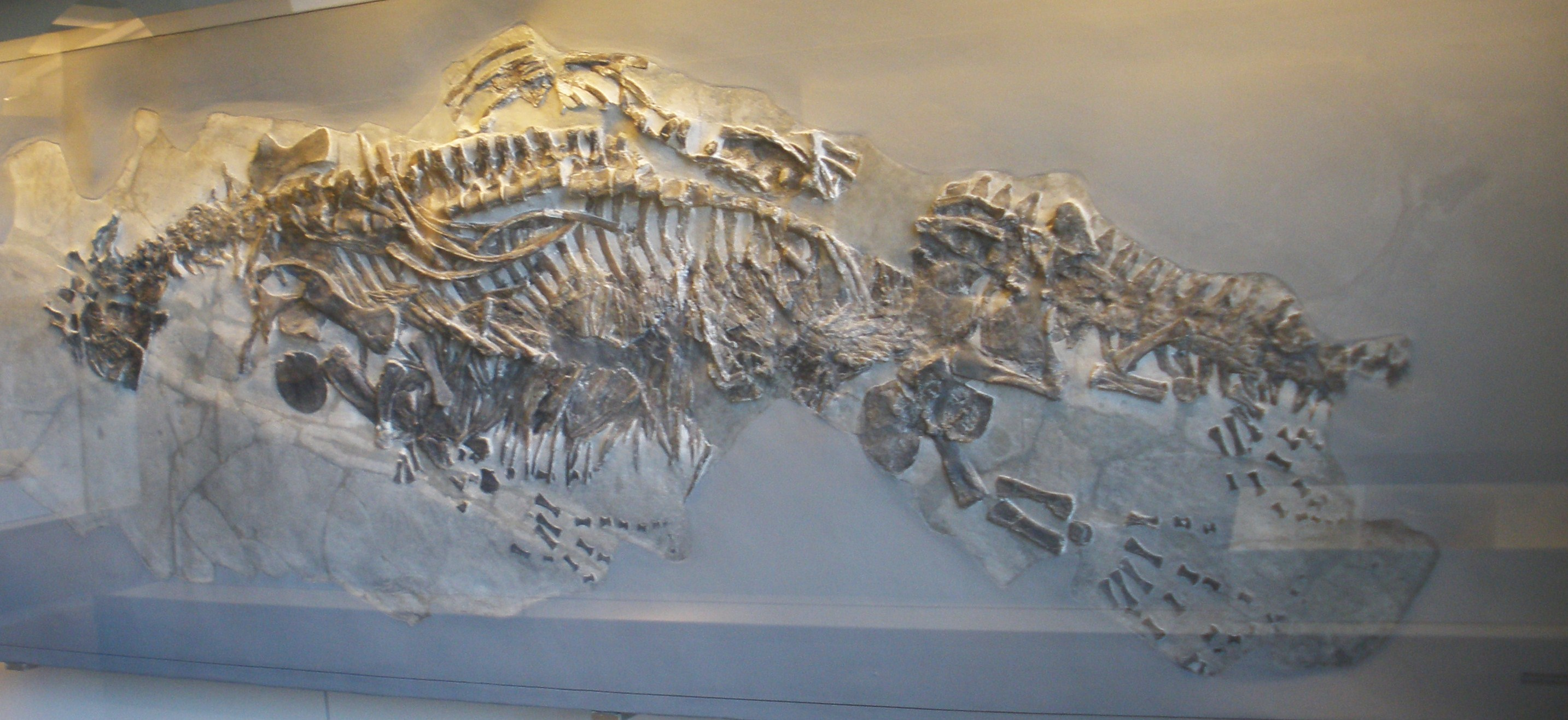
Helveticosaurus zollingeri
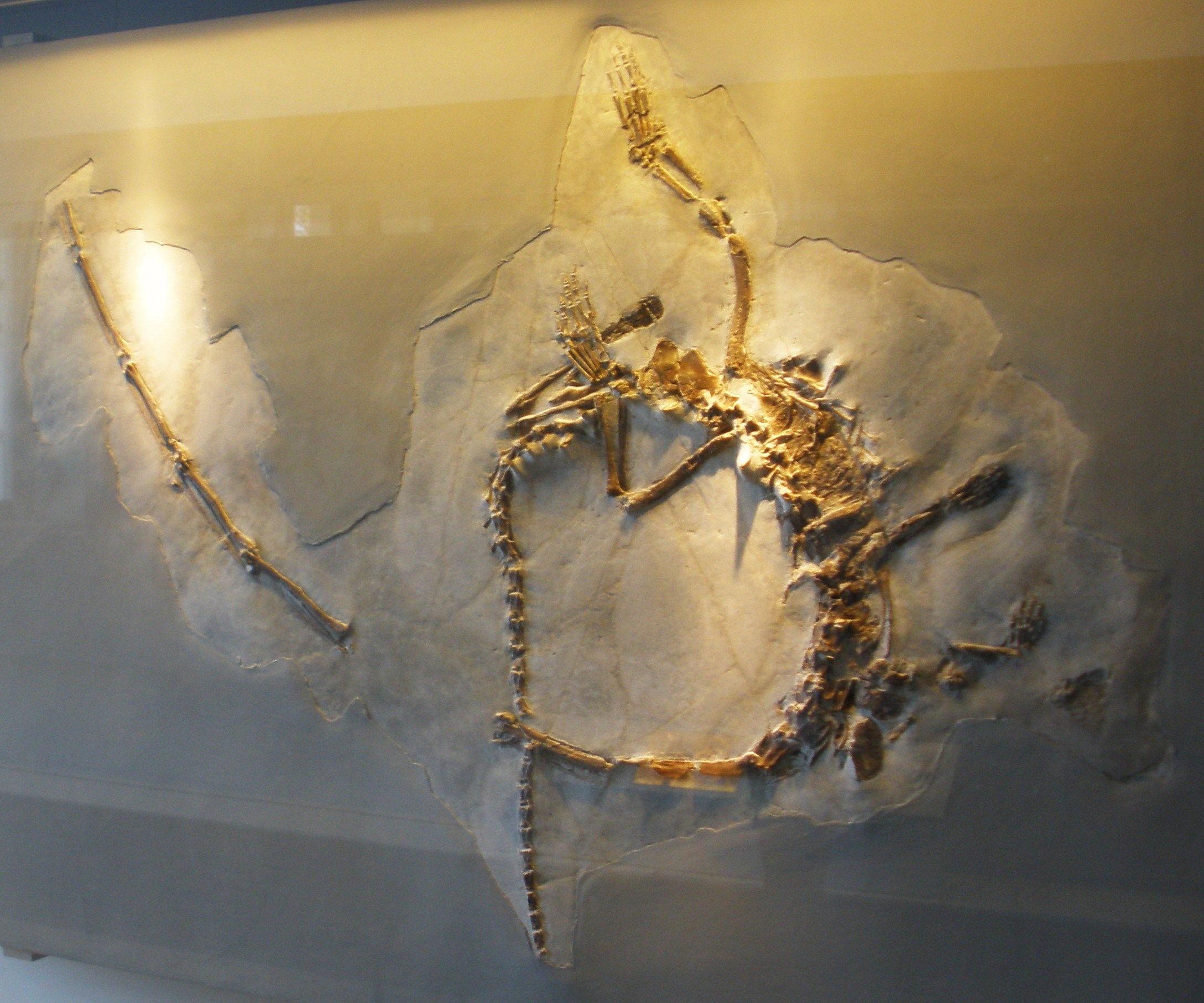
Tanystropheus longobardicus